# Кривощапов Віталій Михайлович
Віталій Михайлович Кривощапов (14 березня 1949, село П'ятиріччя Холмського району, тепер Сахалінської області, Російська Федерація) — радянський діяч, голова виконкому Катанглийської селищної ради Ноглицького району Сахалінської області. Член ЦК КПРС у 1990—1991 роках.

## Життєпис
З 1964 року — слюсар Нижньо-Тимської сплавної лісозаготівельної контори Сахалінської області.
У 1971 році закінчив Ленінградське арктичне училище.
У 1972—1983 роках — електромеханік, груповий інженер-механік на суднах Північного морського пароплавства.
Член КПРС з 1982 року.
У 1983—1990 роках — майстер дизельної електростанції, начальник району електромереж, електромонтер, голова профспілкового комітету, електромонтер нафтогазовидобувного управління «Катанглинафтогаз» селища Катангли Ноглицького району Сахалінської області.
На 1990—1991 роки — голова виконавчого комітету Катанглийської селищної ради народних депутатів Ноглицького району Сахалінської області.
Подальша доля невідома.